# Tratatul din 1818
Convenția privind pescăriile, frontiera și retrocedarea sclavilor semnată între Statele Unite ale Americii și Regatul Unit al Marii Britanii și al Irlandei, denumit și Convenția de la Londra,  Convenția Anglo-Americană din 1818, Convenția din 1818, sau Tratatul din 1818, a fost un tratat semnat în 1818 între Statele Unite și Regatul Unit, prin care se rezolva o dispută teritorială între cele două țări și permitea ocuparea și colonizarea în comun a Țării Oregon, denumită de britanici Districtul Columbia al Companiei Golfului Hudson, inclusiv porțiunea sudică a districtului New Caledonia.
Tratatul a marcat ultima pierdere teritorială permanentă a Statelor Unite în partea lor continentală, și anume extremitatea nordică a teritoriului Louisiana de la nord de paralela de 49 de grade latitudine nordică, regiune istorică denumită astăzi Milk River și aflată în sudul actualei provincii canadiene Alberta. Regatul Unit a cedat în întregime porțiunea din Rupert's Land de la sud de paralela de 49 de grade și în vest până la Munții Stâncoși, inclusiv colonia Red River.